# 阿馬辛火山
阿馬辛火山是一座位於印度尼西亞巴占群島的火山，由3座安山岩火山組成。